# Pierre-Éric Mounier-Kuhn
Pour les articles homonymes, voir Kuhn et Mounier.
Pierre-Éric Mounier-Kuhn est historien, chercheur au CNRS spécialisé dans l'histoire de l'informatique,.

## Biographie
Né en 1954, il finance ses études en publiant un guide pratique du service national, réédité près de dix fois. Il consacre sa maîtrise d'histoire (université Paris-X-Nanterre) à un canton de Bourgogne au XIXe siècle, croisant les approches de l'histoire démographique, économique, politique et des structures agraires. Il publie simultanément des entretiens dans la revue L'Histoire avec les préhistoriens André Leroi-Gourhan et Yves Coppens.
Il part ensuite travailler à New York dans une station de radio et un magazine féminin. De retour des États-Unis, il est recruté au CNRS pour assurer le secrétariat des instances d'évaluation, puis du conseil d'administration auprès de Pierre Papon et de Claude Fréjacques. Il travaille ensuite deux ans au Programme interdisciplinaire de recherches sur l'Environnement (PIREN) sous la direction de Zaher Massoud, organisant les Journées de l'Environnement sur des thèmes alors nouveaux : le cycle du CO2, la gestion des eaux continentales, les écosystèmes forestiers, l'histoire de l'Environnement. 
Il suit simultanément le programme Science, Technologie et Société du CNAM, soutenant en 1987 un mémoire de DEA sur l'émergence controversée de l'informatique au CNRS. Son directeur, Jean-Jacques Salomon, l'appelle alors à enseigner au CNAM dans le cadre du département Économie & Gestion. Pierre Mounier-Kuhn consacre sa thèse à l’histoire de l’informatique en France, croisant « au moins trois histoires, technologique, industrielle et politique ». Il organise en 1990 un colloque international sur l’histoire de l’informatique, au CNAM et au Musée des Arts et Métiers, invitant des pionniers comme Maurice Wilkes et Konrad Zuse à y présider des sessions,. Pendant les vingt années suivantes, il participera à l'organisation d'une série de colloques et aux sociétés savantes actives dans ce domaine (ACONIT, AHTI), ainsi qu'à la Society for the History of Technology, dont il est fellow en 1994. Il présidera en 1991 le  jury du SHOT/SIGCIS book prize, décernant le prix annuel du musée de l'Histoire de l'ordinateur. 
Chargé de recherche au CNRS, Pierre Mounier-Kuhn a consacré une centaine d'articles à divers aspects de cette histoire : construction de l'informatique comme discipline académique,, émergence de l'industrie informatique, rôle de la Défense et de l'Armement dans ces processus, débuts des réseaux numériques, informatique bancaire, tribulations des politiques gouvernementales du "numérique",,,, en étudiant aussi Control Data et IBM, leader mondial jusqu'à la fin du XXe siècle. Il s'est également intéresssé aux dimensions sociétales de l'informatique, à l'importance des femmes dans ce secteur ou au respect de la vie privée,. Dans une approche comparative, il a étudié le développement de l'informatique dans d'autres pays européens et dans l'ancien bloc soviétique. 
Ses travaux révèlent, entre autres, que la France fut le seul pays développé où la recherche publique ne parvint pas à développer d'ordinateurs à l'époque pionnière, alors que «Les premiers ordinateurs ont toujours été développés pour répondre à des besoins de la recherche, dans des environnements scientifiques» et étaient «le fruit de la Seconde Guerre mondiale et de la guerre froide». La  constitution ultérieure d'une "science informatique" s'est effectuée par convergence de divers intérêts intellectuels et institutionnels, y compris de la logique mathématique qui n'avait joué qu'un rôle marginal dans le développement de l'ordinateur. Elle s'est parfois trouvée en tension avec celle des centres de calcul, l'ordinateur étant « devenu un outil incontournable dans les autres domaines scientifiques ». Dans ces conditions, en France c'est l'industrie privée qui a initialement assumé tous les risques du développement de cette technologie radicalement nouvelle. Il en ira de même ultérieurement pour le développement des premiers micro-ordinateurs et de la carte à puce, tandis qu'était en train d'éclore un secteur florissant des services informatiques.
Historien au Centre Roland-Mousnier de l'université Paris-Sorbonne et au Centre Alexandre Koyré, il co-dirige le séminaire “Histoire de l’informatique et de la société numérique” au Conservatoire et Musée des Arts et Métiers; il enseigne l'Histoire des Sciences et des Techniques à l'École CentraleSupélec, et  l’histoire de l’informatique à l'université Claude-Bernard-Lyon 1 et à la faculté des Sciences et Ingénierie de Sorbonne Université. Il a participé aux projets ANR Géosciences et CulturIA, ainsi qu'aux groupes internationaux de recherche SOFT-EU de la Fondation européenne de la science et History and Philosophy of Computing (HaPoC).
Pierre Mounier-Kuhn est régulièrement invité et interviewé autour de ses travaux,,,,. Il rédige des articles et chroniques dans des médias tels que The Conversation,.

## Distinctions
International scholar de la Society for the History of Technology (1993).
Boursier de l’OTAN en 1994.
Lauréat du Prix Jean Fourastié (2001). 
Élu au conseil d'administration de la Société française d’histoire des sciences et des techniques (SFHST, depuis 2017) et au Comité des travaux historiques et scientifiques (CTHS), section Sciences, histoire des sciences et des techniques et archéologie industrielle (depuis 2020).

## Publications
- Service militaire mode d'emploi, aux Editions Encres, puis L'Étudiant (1980).
- Traduction : Martin Campbell-Kelly, Histoire de l’industrie du logiciel – Des réservations aériennes à Sonic le Hérisson, Vuibert, 2003, 369 p. (éd. originale A History of the Software Industry. From Airline Reservations to Sonic the Hedgehog, MIT Press, 2003).
- L’Informatique en France, de la seconde guerre mondiale au Plan Calcul. L’émergence d’une science (PUPS, 2010, rééd. SUP 2021);
- Mémoires vives. 50 ans d’informatique chez BNP Paribas (BNP Paribas, 2013)
- (avec Emmanuel Lazard) Histoire illustrée de l’informatique (éditions EDP Sciences, 2016, rééd. 2019 et 2022).
- contributeur dans A. Grelon & M. Grossetti (dir.) L’espace scientifique français. XIIIe – XXIe siècles, éditions Classiques Garnier, 2024.